# 升毅
升 毅（ます たけし、1955年〈昭和30年〉12月9日 - ）は、日本の俳優。ケイファクトリーを経てプレイヤーズエージェンシー所属。劇団MOTHER主宰（2002年解散）。箕面自由学園卒業。近畿大学商経学部卒業。身長180cm、体重66kg。

## 略歴・人物
1955年、東京都に生まれる。大阪で小学校1年、2年1学期を過ごす。その後、小学2年生2学期に東京都中野区立若宮小学校に転入。半年間中野区に住むが、ひばりが丘団地（現在の西東京市）に引っ越す。しかし、学校は転校したくなかったため電車通学をしていた。中野区立若宮小学校を卒業後、再び大阪へ引っ越す。その後、吹田市立高野台中学校、箕面自由学園中学校・高等学校高等科卒業、近畿大学商経学部卒業。
1975年にNHK大阪放送劇団付属研究所に入所してデビュー。その後、大阪に拠点を置く劇団五期会に所属。
1980年大阪演劇フェスティバルにて新人賞受賞
1985年に立原啓裕、牧野エミ（当時は牧野恵美）らと、劇団（演劇ユニット）「売名行為」 を結成。複数の作家によるオムニバス方式でコントを披露していた。1991年、「売名行為」を解散、新たに「劇団MOTHER」を結成し、2002年の解散まで主宰・座長を務めた。
生瀬勝久、みやなおこ、古田新太、羽野晶紀、山西惇らと『現代用語の基礎体力』『怒涛のくるくるシアター』『ムイミダス』『未確認飛行ぶっとい』等のバラエティ番組に出演した事で、関西圏で人気を獲得して東京に本格的に進出。
1995年、『沙粧妙子-最後の事件-』での猟奇的な演技で関東圏でも成功する。
料理の腕はプロ級（『タモリ倶楽部』の料理系企画で頻繁に登場）。嫌いな食べ物はシイタケ。
東京出身＝巨人ファンという世間の考え方を嫌っているために、家族全員が巨人以外のセ・リーグのファンとなっており、自身は中日ドラゴンズのファン。
鉄道ファンでもある（『友近・礼二の妄想トレイン』に鉄道好き俳優として度々ゲスト出演）。
娘は劇団「黒色綺譚カナリア派」に所属する女優・升ノゾミ。姪にモデルのますあやがおり、2015年にオリックス・バファローズのT-岡田と結婚した。
2017年、映画『八重子のハミング』で長編映画初主演。

## 出演

### テレビドラマ

#### NHK
- 極楽家族（1978年）※升たけし名義
- 日の出食堂の青春（1982年）[注 1]
- 連続テレビ小説
  - よーいドン（1982年 - 1983年） - ジミー・ササキ
  - いちばん太鼓（1984年 - 1985年）
  - 都の風（1985年 - 1986年） - 山岡 役
  - ええにょぼ（1993年）
  - ぴあの（1994年） - 橋口 役
  - 風のハルカ（2005年 - 2006年） - 神崎一二三 役
  - あさが来た（2015年 - 2016年） - 今井忠興 役（白岡あさ・眉山はつの実父）
  - ブギウギ（2023年 - 2024年） - 大熊熊五郎 役[7]
- 壬生の恋歌（1983年） - 高橋倉太郎 役
- 土曜ドラマ（NHK）
  - 愛が聞こえます（1993年） - 森山大介 役
  - チャンス（2010年） - 山田忠彦 役
- 龍-RON-（1995年、BS2）
- 京都発・ぼくの旅立ち（1996年）
- 大河ドラマ
  - 元禄繚乱（1999年） - 荻原重秀 役
  - 龍馬伝（2010年） - 阿部正弘 役
  - 軍師官兵衛（2014年） - 石川源吾 役
- 柳橋慕情（2000年）
- ミニモニ。でブレーメンの音楽隊（2004年） - 犬塚一郎 役
- 外事警察（2009年） - 尾崎毅 役
- 未解決事件（2011年） - 平野雄幸 役
- てふてふ荘へようこそ（2012年） - 杉野面接官 役
- 恋するハエ女（2012年） - 真田祐次 役
- ハードナッツ! 〜数学girlの恋する事件簿〜（2013年） - 黒沼 役
- 酔いどれ小籐次 第12回（2013年9月6日、BSプレミアム）
- 東京特許許可局（2014年）
- NHKスペシャル「原発メルトダウン 危機の88時間」（2016年3月13日）※再現ドラマ[8]
- 定年女子（2017年、BSプレミアム） - 今川康二郎 役
- アシガール（2017年） - 千原元次 役
- 小吉の女房（2019年1月11日 -  3月1日、BSプレミアム） - 男谷彦四郎 役[9]
  - 小吉の女房2（2021年、BSプレミアム）
- 大富豪同心（BSプレミアム） - 本多出雲守 役
  - 第1回「見習い同心誕生!」（2019年5月10日）
  - 第8回「仇討免除!」（2019年6月28日）
  - 最終回「あいつは、ただの同心?」（2019年7月12日）
- ミス・ジコチョー〜天才・天ノ教授の調査ファイル〜 第1話「真奈子、爆発する」（2019年10月18日） - 増渕邦男 役
- 立花登青春手控えスペシャル（2020年1月3日、BSプレミアム） - 清兵衛 役
- 剣樹抄〜光圀公と俺〜 第8話（最終話）（2021年11月5日 - 12月24日、BSプレミアム） - 松平信綱 役
- ディア・ペイシェント〜絆のカルテ〜（2020年7月17日 - 9月18日） - 高峰修治 役
- おいち不思議がたり第5話・6話（2024年9月29日・10月6日、NHK BS・NHK BSプレミアム4K） - 吉兵衛 役

#### 日本テレビ
- 恋のバカンス（1997年） - 政宗健作 役
- 星に願いを（1998年）
- くれなゐ（1998年、読売テレビ）
- リミット もしも、わが子が…（2000年、読売テレビ） - 楢崎彰一 役
- よい子の味方 〜新米保育士物語〜（2003年） - 後藤周 役
- ラストプレゼント 娘と生きる最後の夏（2004年） - 澤口久雄 役
- 東京ワンダーホテル（2004年）
- anego[アネゴ]（2005年） - 阪口司 役
  - anego〜アネゴspecial〜（2005年）
- 野ブタ。をプロデュース（2005年） - 草野庄一 役
- 神はサイコロを振らない（2006年） - 坂倉将 役
- ロミオとジュリエット〜すれちがい〜（2007年） - 花崎 役
- ごくせん（2008年） - 藤村祥吾 役
- おせん（2008年） - 郷田武史 役
- スクラップ・ティーチャー〜教師再生〜（2008年） - 榎戸庄助 役
- 神の雫（2009年） - 河原毛茂 役
- 働くゴン!（2009年） - 神谷部長 役
- 左目探偵EYE（2010年） - 鷲尾弘明 役
- 美丘-君がいた日々-（2010年） - 池上勇蔵 役
- 黄金の豚-会計検査庁 特別調査課-（2010年） - 緒方広務 役
- デカワンコ（2011年） - 門馬次郎 役
- 示談交渉人 ゴタ消し（2011年、読売テレビ） - 佐村弘 役
- 名探偵コナン 工藤新一への挑戦状（2011年、読売テレビ） - 永田彰宏 役
- 三毛猫ホームズの推理（2012年） - 小林康秀 役
- VISION-殺しが見える女-（2012年、読売テレビ） - 川辺彰一 役
- でたらめヒーロー（2013年） - 小暮弁護士 役
- 35歳の高校生（2013年） - 蜷川真樹夫 役
- 東京バンドワゴン〜下町大家族物語（2013年） - 槙野春雄 役
- ダンダリン 労働基準監督官（2013年） - 七富靖史 役
- トクボウ 警察庁特殊防犯課（2014年、読売テレビ） - 青須義郎 役
- ST 赤と白の捜査ファイル（2014年） - 岩谷慎太郎 役
- 金曜ロードSHOW!特別ドラマ Dr.ナースエイド（2014年） - 三ツ澤亨 役
- ビンタ!〜弁護士事務員ミノワが愛で解決します〜（2014年、読売テレビ） - 酒井哲夫 役
- 火曜サスペンス劇場 盲人探偵・松永礼太郎12（2000年） - 渡辺成男 役
- 婚活刑事（2015年7月 - 9月、読売テレビ） - 宮谷博之 役[10]
- ぼくのいのち（2016年、読売テレビ） - 蒔田昭司 役
- THE LAST COP/ラストコップ（2016年） - 町田昭仁 役
- ウチの夫は仕事ができない（2017年） - 小林辰男 役
- 先に生まれただけの僕（2017年） - 大和田和宏 役
- 眠れぬ真珠〜まだ、恋してもいいですか?〜（2017年） - 三宅卓治 役
- 高嶺の花（2018年） - 高井雄一 役
- 約束のステージ 〜時を駆けるふたりの歌〜（2019年） - 田中竜次 役
- わたし旦那をシェアしてた EPISODE6「謎の男の正体」（2019年8月8日、読売テレビ） - 笠浦秀紀 役
  - わたし旦那をシェアしてた チェインストーリー #6.5（2019年8月9日配信開始、GYAO!）
- シロでもクロでもない世界で、パンダは笑う。（2020年1月12日 - 3月15日、読売テレビ） - 加賀春男 役[11]
- 逃亡医F 第2話・第3話（2022年1月22・29日） - 香川照男 役
- 悪女（わる）働くのがカッコ悪いなんて誰が言った? 第6話（2022年5月18日） - 国安隼 役
- 勝利の法廷式（2023年4月13日 - 6月15日） - 流川大治郎 役[12]

#### TBS
- 月曜ドラマスペシャル
  - 愛されなかった女（1998年）
  - 京都・隠岐殺人事件（1998年）
- いのちの現場から5（1998年、毎日放送） - 緒方 役
- 天国に一番近い男（1999年） - 吉永明 役
- グッドニュース（1999年） - 臼井部長 役
- いばらの償い（2000年、毎日放送）
- ネバーランド（2001年） - 菱川邦彦 役
- ハンドク!!!（2001年） - 筑前哲一郎 役
- 笑顔の法則（2003年） - 村岡俊彦 役
- ひと夏のパパへ（2003年） - 北岡部長 役
- 美少女戦士セーラームーン（2003年、中部日本放送） - 火野隆司 役
- ドールハウス（2004年） - 白石征治 役
- 3年B組金八先生（2004年） - 小塚靖史 役
- ヤ・ク・ソ・ク（2005年、毎日放送） - 井手昭彦 役
- 愛のうた!（2007年） - 保科泰蔵 役
- オーバー30（2009年、中部日本放送） - 春野岳史 役
- タンブリング（2010年） - 火野雅治 役
- 古代少女ドグちゃん（2010年、毎日放送） - 谷山哲夫 役
- 桜蘭高校ホスト部（2011年） - 須王譲 役
- 運命の人（2012年） - 吉田孫六 役
- スープカレー（2012年、HBC・TBS） - 若月忠雄 役
- ATARU CASE07（2012年5月27日、TBS） - 福留吉昭 役
- 浪花少年探偵団（2012年） - 飯塚正人 役
- ハンチョウ〜警視庁安積班〜 シリーズ6（2013年） - 久米島保 役
- 潜入探偵トカゲ（2013年） - 柏原潤造 役
- 刑事のまなざし（2013年） - 藪沢管理官 役
- 隠蔽捜査（2014年） - 矢島滋 役
- SAKURA〜事件を聞く女〜（2014年） - 和久井蓮 役
- 女くどき飯（2015年） - 細貝崇彦 役
- 脱線刑事（2015年、CBC） - 浜本貫一 役
- 99.9-刑事専門弁護士-（2016年） - 鵜堂勝太郎
- 仰げば尊し（2016年） - 鮫島照之 役[13]
- 都立水商! 〜令和〜（2019年、MBS） - 玉造清 役
- 月曜ミステリー劇場 ホステス探偵危機一髪6（2004年） - 小泉忠志 役
- 月曜ゴールデン
  - ご近所探偵・五月野さつき1（2007年） - 升毅（本人役）
  - 税務調査官・窓際太郎の事件簿15（2007年） - 門脇武雄 役
  - 警視庁機動捜査隊216（2010年） - 鈴木和弘 役
- liar（2022年2月16日 - 4月1日、MBS・TBS） - 市川雅哉 役[14]

#### フジテレビ
- 沙粧妙子-最後の事件-（1995年） - 梶浦圭吾 役
- 東京SEX 第7話「クィーン」（1995年）
- 踊る大上品ドライバー6（1996年）
- 翼をください!（1996年） - 北村晃介 役
- 新 木曜の怪談「サイボーグ」（1996年） - G.O. 役
- 踊る大捜査線（1997年） - 坂村正之 役
  - 逃亡者 木島丈一郎（2005年）
- 木曜の怪談'97「魔法じかけのフウ」（1997年）
- こんな恋のはなし（1997年） - 剣崎医院長 役
- 御家人斬九郎 第3シリーズ 第5話「馬の脚」（1997年、映像京都） - 斉藤源蔵 役
- らせん（1999年） - 河合徹 役
- TEAM（1999年） - 清水哲也 役
- できちゃった結婚 （2001年）−丸山役
- HERO（2001年） - 太田川晋平 役
- 盤嶽の一生 第4話「道づれ」（2002年） - 流れ者・源太 役
- ショムニシリーズ - 前川進 役
  - ショムニFINAL（2002年）
  - ショムニFOREVER（2003年）
  - ショムニ2013（2013年）
- 美女か野獣（2003年） - 熊田佳正 役
- 愛しき者へ（2003年、東海テレビ） - 宇治正臣 役
- みにくいアヒルの子 涙の再会スペシャル（2003年）
- 顔（2003年） - 本間英一 役
- 白い巨塔（2004年） - 綿貫定男 役
- ワンダフルライフ（2004年） - 三田晴彦 役
- 人間の証明（2004年） - 伊東 役
- アンティーク 〜西洋骨董洋菓子店〜（2004年） - 小野啓介 役
- めだか（2004年） - 日比野理事 役
- X'smap〜虎とライオンと五人の男〜（2004年） - キザな男 役
- のだめカンタービレ（2006年） - 佐久日出美 役
- はだしのゲン（2007年） - 佐伯司令官 役
- ガリレオ（2007年） - 梅里尚彦 役
- 出るトコ出ましょ!（2007年） - 梅澤拓三 役
- しゃばけ（2008年） - 新龍 役
- ブザー・ビート〜崖っぷちのヒーロー〜（2009年） - 八尾隆介 役
- Real Clothes（2009年、関西テレビ） - ダニエル・ミヤザキ 役
- インディゴの夜（2010年、東海テレビ） - なぎさママ 役
- 泣かないと決めた日（2010年） - 安西誠 役
- 佐賀のがばいばあちゃん（2010年） - 青田先生 役
- 逃亡弁護士（2010年、関西テレビ） - 橘高志 役
- チーム・バチスタ3 アリアドネの弾丸（2011年、関西テレビ） - 尾崎健二 役
- 蜜の味〜A Taste Of Honey〜（2011年） - 滝ノ原健司
- 松本清張没後20年特別企画・市長死す（2012年） - 黒崎 役
- ぼくの夏休み（2012年、東海テレビ） - 上条大五郎 役
- 赤い糸の女（2012年、東海テレビ） - 唯美の売春相手 役（友情出演）
- GTO 秋も鬼暴れスペシャル（2012年、関西テレビ） - 牧田次郎 役
- PRICELESS〜あるわけねぇだろ、んなもん!〜（2012年） - 藤沢健 役
- dinner（2013年） - 川田 役
- Oh,My Dad!!（2013年） - 高野孝司 役
- 新・ミナミの帝王 銀次郎、ついに逮捕!?（2014年、関西テレビ） - 易者 役
  - 新・ミナミの帝王 2万5千円の約束（2015年）
  - 新・ミナミの帝王 光と影（2017年）
  - 新・ミナミの帝王 バイトテロの誘惑（2020年）
- 碧の海〜LONG SUMMER〜（2014年） - 廖金明 役
- ほっとけない魔女たち（2014年） - 北沢由紀夫 役
- 素敵な選TAXI（2014年） - 標道雄 役
- 黒蜥蜴（2015年） - 岩瀬正一郎 役[15]
- 嫌われる勇気（2017年） - 半田陽介
- FINAL CUT（2018年） - 小河原達夫
- 名探偵コジン〜突然コマーシャルドラマ〜（2018年） - 柴矢泰造
- 砂の器（2019年） - 和賀康介
- プリンセス美智子さま物語 知られざる愛と苦悩の軌跡（2019年） - 入江相政 役
- シャーロック アントールドストーリーズ 第9話（2019年12月2日） - 大石万作 役[16]
- BARレモン・ハート 年末SP（2019年12月30日、BSフジ） - 星野千太郎 役
- 家族の写真（2022年1月2日、東海テレビ） - 望月弥太郎  役[17][18]
- 青のSP―学校内警察・嶋田隆平―（2021年1月12日 - 3月16日、関西テレビ） - 尾崎賢治 役
- イチケイのカラス（2021年4月5日 - 6月14日） - 城島怜治 役[19]
  - イチケイのカラス スペシャル（2023年1月14日）
- 世にも奇妙な物語
  - 世にも奇妙な物語 春の特別編「ミッドナイトDJ」（1996年） - 男 役（声の出演）
  - 世にも奇妙な物語 秋の特別編「壁の小説」（1996年） - 大山晃 役
  - 世にも奇妙な物語 春の特別編「5分後の女」（1998年）
  - 世にも奇妙な物語 秋の特別編「仇討ちショー」（2001年） - 司会者 役
  - 世にも奇妙な物語 ’18春の特別編「不倫警察」（2018年） - 春日剛史 役
- 金曜エンタテイメント
  - モデルハウス（1996年）
  - 浅見光彦シリーズ7（1998年） - 宮坂周 役
  - 父娘探偵・金造&ミチル ホストクラブ殺人事件（2002年）
  - 音の犯罪捜査官・響奈津子6（2003年） - 大澤廉太郎 役
  - 離婚カウンセラー・轟木祥子（2004年）
  - 寸劇刑事（2004年）
- 金曜プレステージ→金曜プレミアム
  - 探偵倶楽部（2010年） - 正木高明 役
  - 医療捜査官 財前一二三（2011年） - 石和田正晴 役
  - 山村美紗サスペンス  女検視官・江夏冬子　- 岩淵政義 役
    - 女検視官・江夏冬子 「血だまりの滴」（2012年）
    - 女検視官・江夏冬子2 「復讐の血脈」（2013年）

  - 実録ドラマスペシャル「ねじれた絆 赤ちゃん取り違え事件 42年の真実」（2013年） - 織田 役
  - 警部補・佐々木丈太郎　- 高野徹 役
    - 警部補・佐々木丈太郎6 ～疑惑～（2013年）
    - 警部補・佐々木丈太郎8（2016年）

#### テレビ朝日
- 必殺シリーズ（朝日放送 / 松竹）
  - 新・必殺仕事人 第25話「主水猫を逮捕する」（1981年） - 三枝吉之助 役
  - 必殺仕事人III 第16話「饅頭売って稼いだのはお加代」（1983年） - 三之助 役
  - 必殺仕事人IV（1984年）
    - 第13話「お加代 りつの殺しを頼まれる」 - 湊屋長二郎 役
    - 第36話「主水 流れ星に願いをかける」 - 喜三郎 役

  - 必殺仕切人 第2話「もしも勇次の糸が切れたら」（1984年） - 政吉 役
  - 必殺橋掛人第5話「六本木の朝顔を探ります」（1985年） - 多聞
  - 必殺まっしぐら! 第8話「相手は大阪の大塩平八郎」（1986年） - 千羽藤吉郎 役
  - 必殺仕事人V・旋風編 第5話「主水、X'マスプレゼントする」（1986年） - 与助 役
- BLACK OUT（1995年）
- いとしの未来ちゃん（1997年）
- 味いちもんめ 新春ドラマスペシャル'98（1998年） - 長谷川 役
- 恋愛詐欺師（1999年） - 桜井直毅 役
- 京都始末屋事件ファイル（1999年） - 兵藤総吉 役
- 暴れん坊将軍X 第1話「吉宗爆殺! 都から来た美しき刺客」 - 風小路鷹麿
- OLヴィジュアル系（2001年） - 久留米留久 役
- 京都迷宮案内（2001年） - 緒方尚哉 役
- 仮面ライダーアギト（2001 - 2002年） - 美杉義彦 役
- TRICK2（2002年） - 清水秘書 役
- サトラレ（2002年） - 白木重文 役
- 弟（2004年） - 伊藤整 役
- 富豪刑事（2005年 - 2006年） - 鶴岡慶一 役
- 着信アリ（2006年） - 佐久間誠一 役
- PS -羅生門-（2006年） - 木島義彦 役
- 時効警察（2007年） - 雪谷松男 役
- 白虎隊（2007年） - 杉山栄太郎 役
- 点と線（2007年） - 旅館「鳳明」の番頭 役
- 4姉妹探偵団（2008年、朝日放送共同制作） - 植松宏 役
- キミ犯人じゃないよね?（2008年） - 藤村寛平 役
- 7人の女弁護士（2008年） - 大沢和之 役
- 警視庁捜査一課9係（2008年） - 松江哲郎 役
- 打撃天使ルリ（2008年） - 小峰誠 役
- 松本清張生誕100年スペシャル・夜光の階段（2009年） - 横田弁護士 役
- 刑事一代 平塚八兵衛の昭和事件史（2009年） - 岩村宗一 役
- エンゼルバンク〜転職代理人（2010年） - 室田 役
- 崖っぷちのエリー〜この世でいちばん大事な「カネ」の話（2010年） - 酒巻謙策 役
- 科捜研の女
  - Season10 第8話（2010年） - 永田昭典 役
  - Season17 第17話（2018年） - 八田功 役
  - Season19 第23・24話（2019年） - 火浦義正 役
- 秘密（2010年） - 藤崎和郎 役
- 告発〜国選弁護人（2011年） - 山辺検事 役
- 光る壁画（2011年） - 野口市雄 役
- 相棒
  - season10 第1話（2011年） - 釜田千也 役
  - season14 第18・19話（2016年） - 峰田鉄朗 役
  - season22 第17・18話（2024年） - 山田征志郎 役
- 俺の空 刑事編（2011年） - 二階堂良一 役
- 妄k想捜査〜桑潟幸一准教授のスタイリッシュな生活〜（2012年） - 耳島アキラ 役
- お天気お姉さん（2013年） - 秋山眞人 役
- SP〜警視庁警護課III（2013年） - 進藤祐介 役
- DOCTORS〜最強の名医〜 スペシャル（2013年） - 青柳順平 役
  - DOCTORS3〜最強の名医〜（2015年）
- 遺留捜査
  - （2013年） - 森川雅彦
  - （2017年） - 結城圭祐
- 松本清張 黒い福音〜国際線スチュワーデス殺人事件〜（2014年） - 加藤善浩 役
- BORDER 警視庁捜査一課殺人犯捜査第4係（2014年、テレビ朝日） - 国田 役
- 出入禁止の女〜事件記者クロガネ〜（2015年） - 西孝彦 役
- 民王スピンオフ〜恋する総裁選〜（2016年） - 郷田剛
- 家政夫のミタゾノ 第2シリーズ 第3話（2018年5月4日） - 浅野堅一
- 土曜ワイド劇場
  - 渡り番頭・鏡善太郎の推理　- 増田圭一 役
    - 「奥伊豆殺人渓谷」（2000年）
    - 「能登和倉殺人海岸」（2001年）

  - 牟田刑事官VS終着駅の牛尾刑事そして事件記者冴子2（2002年） - 柴田哲朗 役
  - 終着駅シリーズ16（2003年） - 浅沼徹也 役
  - 事件記者冴子の殺人スクープ3（2003年） - 剣崎巧 役
  - 美人三姉妹の推理旅行1（2004年） - 鴨井俊樹
  - タクシードライバーの推理日誌18（2004年） - 高見沢恵一 役
  - 女変装捜査官1（2004年） - 比留間隆一 役
  - 弁天祐美子法律事務所（2007年 - ） - 日暮忠信 役
  - 西村京太郎トラベルミステリー50・山陽〜東海道殺人ルート（2008年） - 及川俊郎 役
  - デパート仕掛け人!天王寺珠美の殺人推理2（2008年、朝日放送） - 柏木哲也 役
  - 法医学教室の事件ファイル28（2009年） - 井上警視正 役
  - 棟居刑事シリーズ4（2009年） - 居駒隆之 役
  - 越境捜査（2010年 - ） - 須崎和男 役
  - ゴーストライターの殺人取材1（2012年） - 高梨時雄
  - 100の資格を持つ女〜ふたりのバツイチ殺人捜査〜10（2015年、朝日放送） - 浅岡邦彦 役
  - 新ヤメ検の女2（2016年、朝日放送） - 平川清 役
- 民王スピンオフ〜恋する総裁選〜（2016年4月22日、テレビ朝日） - 郷田剛 役
  - 監察官・羽生宗一5（2017年） - 磯野光男 役
- ドクターX〜外科医・大門未知子〜第5期 第1話（2017年） - 一色辰雄 役
- 日曜プライム・ドラマスペシャルCHIEF〜警視庁IR分析室〜（2018年4月15日、テレビ朝日） - 新田幸彦 役
- 新春3夜連続ドラマ「破天荒フェニックス」 第2夜・最終夜（2020年1月4日・5日） - 藤林泰之 役[20]
- IP〜サイバー捜査班（2021年） - 楡井文則 役

#### テレビ東京
- 月影兵庫あばれ旅 第2シリーズ 第11話「殺しの千里眼!」（1990年） - 辰造 役
- 宇宙犬作戦（2010年） - モー刑事 役
- マルホの女〜保険犯罪調査員〜（2014年） - 桜川雅人 役
- 保育探偵25時〜花咲慎一郎は眠れない!!〜（2015年） - 百々井令也 役
- 松本清張ミステリー時代劇 第4話「左の腕」（2015年、BSジャパン） - 主演・卯助 役
- 潜入捜査アイドル・刑事ダンス（2016年） - 神堂栄一 役
- 水曜ミステリー9
  - 監察医・篠宮葉月 死体は語る9（2008年） - 山岡重雄 役
  - 葬儀屋・松子の事件簿（2012年） - 富永和彦 役
  - 作家探偵・山村美紗3（2013年） - 山岡雄三 役
  - 嫌われ監察官 音無一六〜警察内部調査の鬼〜2（2014年） - 岡崎忠彦 役
- 下北沢ダイハード 最終話「父親になりすます男」（2017年9月30日） - 壱河源一 役
- ミッドナイト・ジャーナル 消えた誘拐犯を追え！七年目の真実（2018年3月30日） - 須賀誠 役
- 駐在刑事 第5話 - 最終話（2018年11月23日 - 12月7日） - 小田切司 役
  - 駐在刑事 Season2 第3話（2020年2月7日）
- リーガル・ハート 〜いのちの再建弁護士〜 第6話・最終話（2019年8月26日・9月2日） - 宇治川剛志 役
- 働かざる者たち 第2話 - 最終話（2020年9月3日 - 10月1日） - 多野和彦 役
- おじさまと猫（2021年1月7日 - 3月25日） - 小林夏人 役
- ハコビヤ 第3話（2024年1月27日） - 西村孝夫 役[21]

#### WOWOW
- 震度0（2007年） - 倉本忠 役
- 借王〈シャッキング〉-銭の達人-（2009年） - 徳井勇太郎 役
- マークスの山（2010年） - 木原郁夫 役
- パーフェクト・ブルー（2010年） - 上村大樹 役
- 下町ロケット（2011年） - 水原重治 役
- マグマ（2012年）
- 沈まぬ太陽 第2部（2016年） - 三成通夫 役[22]
- 本日は、お日柄もよく（2017年） - 黒川常治 役
- パンドラⅣ AI戦争（2018年） - 横山新造 役
- ダブルチート 偽りの警官 Season2（2024年） -  九条宗孝 役[23]

#### BS松竹東急
- お父さん、私、この人と結婚します!（2022年10月15日 - ） - 矢吹慎太郎 役[24]

#### BSスカパー!
- 螻蛄（疫病神シリーズ）（2016年） - 石坂晃 役

#### V☆パラダイス
- 首領（2020年2月23日） - 小松原勝吾 役
  - 首領2（2020年4月）

#### チャンネルNECO
- 旧車探して、地元めし（2022年 - ） - 主演・鈴木宗一郎 役[25]

### 映画
- ガキ帝国（1981年） - 明日のジョー 役
- どついたるねん（1989年） - ジョー 役
- 難波金融伝 ミナミの帝王 劇場版PARTⅡ 銭の三 銀次郎VS整理屋（1993年） - 野上英二 役
- 7月7日、晴れ（1996年） - 三ツ木紘一 役
- That's カンニング! 史上最大の作戦?（1996年） - 右田教授 役
- バブルと寝た女たち（1998年） - 須賀崇之 役
- 催眠（1999年） - 実相寺則之 役
- ekiden 駅伝（2000年） - 八木の上司 役
- 劇場版 仮面ライダーアギト PROJECT G4（2001年） - 美杉義彦 役
- Quartet カルテット（2001年） - 村上元博 役
- CROSS（2001年） - 四方堂義人 役
- 踊る大捜査線シリーズ - 坂村正之 役
  - 踊る大捜査線 THE MOVIE 2 レインボーブリッジを封鎖せよ!（2003年）
  - 容疑者 室井慎次（2005年）
  - 室井慎次 敗れざる者（2024年）
- ゴジラ×モスラ×メカゴジラ 東京SOS（2003年） - 二階堂 役[4]
- 恋人はスナイパー 劇場版（2004年） - 梨田部長 役
- NIN×NIN 忍者ハットリくん THE MOVIE（2004年） - 黒影 役
- 渋谷物語（2005年） - 西山誠 役
- サマータイムマシン・ブルース（2005年） - 神様（エキストラ）
- SHINOBI-HEART UNDER BLADE-（2005年） - 室賀豹馬 役
- UDON（2006年） - 大谷正徳 役
- 東京大学物語（2006年） - 矢野哲郎 役
- 守護天使（2009年） - 金村秀之 役
- 曲がれ!スプーン（2009年） - 友情出演
- ヒーローショー（2010年） - 村川悟司 役
- タナトス（2011年）
- おかえり、はやぶさ（2012年）
- 映画 桜蘭高校ホスト部（2012年） - 須王譲 役
- ナニワ銭道（2014年） - 我目津一郎 役
- 群青色の、とおり道（2015年） - 真山年男 役
- もうしません!（2015年） - 須藤貫太郎 役 [26]
- 種まく旅人 夢のつぎ木（2016年）
- 闇金ドッグス4（2016年） - 豊田一樹 役
- 八重子のハミング（2017年） - 主演・石崎誠吾 役[6]
- 暗黒女子（2017年） - いつみの父親（学院経営者） 役
- トモシビ 銚子電鉄6.4kmの軌跡（2017年） - 堂本隆之 役
- ピーチガール（2017年） - 岡安崇史 役
- THE LAST COP/ラストコップ（2017年） - 主治医・町田 役[27]
- 22年目の告白-私が殺人犯です-（2017年）
- 亜人（2017年） - 警視庁副総監 役
- 生きる街（2018年） - 高橋耕三 役
- ゼニガタ（2018年） - 二階堂猛 役
- 空飛ぶタイヤ（2018年） - 巻田三郎 役
- 紅葉橋（2018年） - 鈴木隆 役
- ウスケボーイズ（2018年） - 高山義昭 役
- この道（2019年） - 秦彦三郎 役
- ピア〜まちをつなぐもの〜（2019年） - 高橋圭蔵 役
- ビューティフルドリーマー（2020年） - マスタケシ 役
- 無頼（2020年）[28] - 谷山 役
- 大綱引の恋（2020年鹿児島県先行公開、2021年全国公開） - 上園喜明 役
- 嘘八百 なにわ夢の陣（2023年） - 雑賀万博 役
- おまえの罪を自白しろ（2023年）[29]
- 女優は泣かない（2023年） - 園田康夫 役[30]
- アイミタガイ（2024年）[31]
- 美晴に傘を（2025年） - 主演・善次 役[32]
- 種まく旅人〜醪のささやき〜（2025年公開予定）[33]

### 短編映画
- 不旋律のソナタ（2014年） - 主演・大作 役（朝加真由美とダブル主演）[34]
- 息子と呼ぶ日まで（2024年公開予定）[35]

### オリジナルビデオ
- 首領（2020年2月25日リリース、オールインエンタテインメント） - 小松原勝吾 役
  - 首領2（2020年4月25日リリース）

### 舞台
- 12人の入りたい奴ら（1997年）
- 一郎ちゃんがいく。（1998年・2003年）
- こどもの一生（1998年）
- 止まれない12人（1998年）
- 人間風車（2000年）
- ロング・ディスタンス（2002年）
- 検察側の証人（2002年）
- 浪人街（2004年）
- エドガーさんは行方不明（2004年）
- 世界の中心で、愛をさけぶ（2005年）
- 魔界転生（2006年）
- 地獄八景・浮世百景（2007年）
- ザ・ヒットパレード〜ショウと私を愛した夫〜（2007年）
- ガブリエル・シャネル（2009年、2010年）
- マイ・フェア・レディ（2010年）
- ガブリエル・シャネル（2011年）
- リーディングプレイ朗読劇「約束」（2012年）
- 一郎ちゃんがいく。（2014年）
- コルトガバメンツ（2014年）
- カラフト伯父さん（2015年）
- GS近松商店（2015年9月 - 10月、大阪 新歌舞伎座）[36]
- アルカナ・ファミリア シリーズ（2016年 - 2018年） - モンド 役
- SLEUTH / スルース（2024年） - アンドリュー 役[37]
- 殿様と私（2025年） - 主演・白河義晃 役[38]
- 先生の背中〜ある映画監督の幻影的回想録〜（2025年）[39]
- カタブイ、2025（2025年公演予定） - 主演・杉浦孝史 役[40]

### ネットドラマ
- キキコミ 第1話（2007年、ニフティ） - ゴウダヒロシ 役
- エセ肉食女の恋愛事情（2011年、BeeTV）
- シニカレ（2012年、NOTTV）
- 最上のプロポーズ（2013年、BeeTV） - 小畑昭彦 役
- 踊る大宣伝会議、或いは私は如何にして踊るのを止めてゲームのルールを変えるに至ったか。Season2[注 2]（2015年、ネスレシアター） - 山城毅 役[41]
- 雨が降ると君は優しい（2017年、Hulu） - 加藤芳丈 役
- スペシャルドラマ「TUNAガール」（2019年3月28日、ひかりTV・大阪チャンネル）〈友情出演〉

### ネット配信
- BLACKFOX:Age of the Ninja（2019年10月5日、各動画配信サービスにて配信開始） - 呂連 役[42]

### バラエティ番組
- タモリ倶楽部（テレビ朝日）
- 現代用語の基礎体力（読売テレビ）
- ムイミダス（読売テレビ）
- 小枝王国（ABCテレビ） - 升大臣
- お台場カジノインタラクティブ（2000年12月 - 2005年3月、BSフジ） - 支配人（司会）
- 出発!ローカル線 聞きこみ発見旅（2016年12月12日、BSジャパン（現・BSテレ東））[43]
- 友近・礼二の妄想トレイン（BS日テレ）

### ナレーション
- 知られざる物語 京都1200年の旅（2011年 - 2014年、BS朝日）
- 京都知新〜京都を温めて新しきを知る〜（2016年4月17日 - 、MBS）

### ラジオ
- FM歌謡ファンクラブ （1979年 - 1981年、エフエム大阪）
- サウンドライン ラジウム音線（エフエム大阪）
- 毛利千代子の旅のハーモニー（朝日放送ラジオ）、 - 2003年3月）

### CM
- 京阪電気鉄道
- ひかり法律事務所

### その他
- monoモノ倶楽部（読売テレビ） - 司会
- 時代劇法廷（2012年3月、時代劇専門チャンネル） - 源頼朝 役
- 憧れの名店〜夢と音の多重奏〜（2016年4月7日 - 2018年3月26日、BSジャパン） - 主人公(夢の客)
- おそかれはやかれ（友近 / 楽演チャンネル）